# Aussichtsturm Burgholzhof
Der Aussichtsturm Burgholzhof ist ein rund 27 Meter hoher Aussichtsturm im Stuttgarter Stadtbezirk Bad Cannstatt gelegenen Stadtteil Burgholzhof. Der denkmalgeschützte Turm steht am östlichen Ortsrand oberhalb eines Weinbergs und bietet von der auf 18,7 Meter Höhe liegenden überdachten Plattform eine umfassende Aussicht auf Stuttgart-Ost, Bad Cannstatt, den Hallschlag und ins Neckartal bis Esslingen am Neckar.
Bereits ein Jahr nach der Gründung des Verschönerungsvereins Cannstatt im Jahr 1881 tauchte der Gedanke an den Bau eines Aussichtsturm auf dem Burgholzhof auf. Die Errichtung steht im Kontext der zeittypischen Begeisterung für die römische Antike und für Aussichtstürme, die von der aufkommenden Wanderbewegung gerne nachgefragt wurden. Die Kosten wurden zum Teil durch die Ausgabe von unverzinslichen Anteilsscheinen, zum Teil durch Geld- und Sachspenden bestritten. Zu den Spendern gehörten u. a. Gottlieb Daimler und der württembergische Kronprinz, der spätere Wilhelm II. Die Grundstücke wurden von König Karl von Württemberg und der Stadtgemeinde Cannstatt zur Verfügung gestellt. Die Bauplanung hatte der Cannstatter Oberamtsbaumeister Friedrich Keppeler. Die Grundsteinlegung fand am 25. Mai 1891 statt. Der Unterbau des Turms ist bis zur ersten Plattform aus Cannstatter Travertin gemauert, der Turm selbst besteht aus Backsteingemäuer. Die Ecken sind ebenfalls mit Travertin eingefasst. Die Aussichtsplattform ist über eine Holztreppe mit 100 Stufen zu erreichen. Nach der festlichen Einweihung am 19. September 1891 wurde der Turm jahrelang gegen ein Eintrittsgeld der Öffentlichkeit zugänglich gemacht, um die Anteilsscheine zurückzahlen zu können.
Bei der Zwangsauflösung des Cannstatter Verschönerungsvereins 1937–39 musste der Turm der Stadt Stuttgart übergeben werden. Im 2. Weltkrieg diente er als Beobachtungsplattform gegen anfliegende alliierte Bomber, die vor allem in der ersten Kriegshälfte den nahen Neckar als Orientierungshilfe benutzten. Im Gegensatz zu anderen Stuttgarter Aussichtstürmen wie dem Hasenbergturm und dem Degerlocher Turm, die als vermeintliche Orientierungspunkte für Fliegerangriffe 1943 gesprengt wurden, hat der Burgholzhofturm den Krieg unversehrt überstanden. Seit Mitte der 1960er Jahre blieb der Turm dauerhaft geschlossen, da er modernen Sicherheitsstandards nicht mehr entsprach und es keine Mittel für den Betrieb gab. Ab 1984 setzte sich der historische Verein Pro Alt-Cannstatt für eine Renovierung ein. Mit Spenden und einem Zuschuss der Stadt Stuttgart konnte der Turm 1987 saniert werden und wird seitdem im Sommerhalbjahr von verschiedenen Vereinen bei freiem Eintritt geöffnet und bewirtschaftet.
120 Meter nordwestlich des Aussichtsturms steht ein militärisch genutzter Richtfunkturm (48° 49′ 10,8″ N, 9° 11′ 37,4″ O).